# Mara Assoni
Mara Assoni (27 giugno 1995) è una calciatrice italiana, centrocampista del Cortefranca.

## Palmarès
- Coppa Italia: 1

Brescia: 2011-2012